# 神奈川県立新城高等学校
神奈川県立新城高等学校（かながわけんりつ しんじょうこうとうがっこう）は、神奈川県川崎市中原区下新城1-14-1にある公立の高等学校。

## 概要
地元の熱心な誘致運動が実り、昭和38年に全日制普通科（男女共学）として開校した。
学区制度廃止前は「川崎南部学区」（1981－2004年度）に属していた。区域の変遷については神奈川県高等学校の通学区域を参照。

## 沿革
- 1962年10月 - 神奈川県新城高等学校設立許可。
- 1963年5月 - 開校式挙行、校旗完成、第1期生入学。
- 1966年11月 - 全校舎落成記念式典挙行。
- 1967年1月 - 生徒会館完成、食堂開設。
- 1970年4月 - 学校体育施設開放開始。
- 1972年9月 - 創立10周年記念式典挙行。
- 1974年11月 - 特別教室棟完成、管理棟改修工事完成。
- 1982年10月 - 創立20周年式典挙行。
- 1992年10月 - 創立30周年記念式典挙行。
- 2002年4月 - 創立40周年記念行事。
- 2003年4月 - 2学期制実施。
- 2012年9月 - 耐震化のため校舎改築工事開始。
- 2012年10月 - 創立50周年事業校内行事。
- 2014年11月 - 創立50周年記念式典挙行。
- 2015年7月 - 新校舎（本館棟）完成。
- 2018年5月 - 生徒会館完成。
- 2019年3月 - グラウンド整備工事完成。
- 2021年6月 - 体育館改装工事開始。
- 2021年11月1日 - 校庭にて花火大会
- 2024年3月1日 - 卒業生累計２万人達成
- 2024年3月9日 - 同窓会の城友会主催で卒業生２万人祝賀会開催

出典

## 設置学科
設置学科：全日制普通科（海外帰国生特別募集を行っている。）

## 特色

### 校訓
清楚質実
「清楚質実」という言葉は、清らかで飾らずまじめなことを意味し、校歌の一節にもある。

### 校章
地域の古い地名である橘樹（たちばな）郡にちなみ、橘の紋章がデザインされている。

### 校歌
作詞：磯崎健之助、作曲：熊谷茂、補修編曲：中村太郎

### 教育目標
1. 社会人として有為な人物となるため豊かな教育を与える。
2. 正確な知識と、深い思考力を有する責任感の強い人間を養成する。
3. 各自の包蔵する可能性と個性の伸長を目指し、心身を鍛練してその調和発達を図り将来の志望に適切な指導を与える。

出典

## 学校行事
- 校外授業（4月）
  - 学年ごとに違う場所で行われる。

- 体育祭【城高祭】（5月）
  - 誕生月を基準に、春組、夏組、秋組、冬組に分かれて戦う。競技種目や応援合戦のほか、マスコットと呼ばれる各季節ごとの看板の製作も行われ、これらにもそれぞれ順位がつく。

- 合唱コンクール（7月）
  - 毎年7月に行われる。会場は毎年異なるほか、一般の人は見ることができない。2024年はカルッツ川崎で行われる。
- 文化祭【城高祭】（10月）
  - 文化祭は各クラスによる参加のほか、部活動、個人単位での参加も見られる。物品販売は全て金券で行われる。
- 修学旅行（10月・2年生のみ）
- 球技発表会（3月）
  - 各クラス内でグラウンドと体育館に分かれ、平日の2日間かけて行う。

なお、体育祭と文化祭はともに城高祭（じょうこうさい）と呼ばれている。
出典

## 部活動

### 運動部
- サッカー部
- ソフトテニス部
- ラグビー部
- ソフトボール部
- 剣道部
- ダンス部
- 硬式テニス部
- バスケットボール部
- 硬式野球部
- バドミントン部
- 水泳部
- 女子バレーボール部
- 男子バレーボール部
- 体操部
- 陸上競技部

### 文化部・同好会・委員会
- 演劇部
- 家庭科部
- 軽音楽部
- 合唱部
- 将棋部
- 吹奏楽部
- 茶道部
- 美術部
- 競技かるた部
- 文芸同好会
- 放送委員会（有志）

出典

## 貯水設備工事の影響
2007年以降、高校の近くで行われている雨水貯水工事の影響が出ている。2007年2月11日に高校そばの道路が陥没し、体育館など校舎が破損する被害が出た。2008年4月15日には別の地点で道路が大幅に陥没し、校庭に亀裂ができる被害が出ている。

## 交通
- JR南武線「武蔵中原駅」より徒歩12分
- JR南武線「武蔵新城駅」より徒歩12分

出典

## 著名な出身者
- 山崎洋子 - 作家
- 石川洋 - NHKアナウンサー
- 高橋浩祐 - 国際ジャーナリスト
- 湯淺墾道 - 情報セキュリティ学者
- 古田信幸 - 声優
- 渡辺喜久男 - 実業家、いーふらん代表取締役会長
- 東宮たくみ - 書家、YouTuber
- 植木繁晴 - サッカー指導者・元選手
- 三好康児 - サッカー選手
- 岡田優希 - サッカー選手
- 田中碧 - サッカー選手
- 今村優介 - サッカー選手
- 丸井大福 - 俳優